# Starbucks
Starbucks Corporation, «Ста́рбакс» — американская компания по продаже кофе и одноимённая сеть кофеен. Основана в Сиэтле (штат Вашингтон) в 1971 году. На сентябрь 2020 года сеть Starbucks объединяла свыше 32 тысяч торговых точек в 75 странах мира (из них 8 тысяч работают в США).
Популяризируя кофе сильной обжарки, компания Starbucks зарекомендовала себя как представитель «второй волны» в кофейном бизнесе США, изначально выделив себя из числа прочих кофейных предприятий, сделав ставку на вкус и качество продаваемого кофе, равно как и на качество обслуживания клиентов.
С возникновением в США в 2000-х годах «третьей кофейной волны» в области производства кофе, представители которой сделали упор на высокое качество кофейных зёрен, ручной помол и более лёгкую обжарку, Starbucks не отказалась от приготовления эспрессо в автоматических кофеварках из соображений эффективности и безопасности.
Компания Starbucks стала прибыльным предприятием в Сиэтле в начале 1980-х годов, и, несмотря на экономический спад, сопровождавший расширение деятельности на Средний Запад и в Британскую Колумбию в конце 1980-х, компании удалось восстановить прибыльность с началом деятельности в штате Калифорния в начале 1990-х годов.
Первая торговая точка Starbucks за пределами Северной Америки была открыта в Токио в 1996 году; впоследствии заграничная сеть составила треть торговых предприятий компании.

## История

### Основание
В 1971 году трое приятелей: учитель английского языка Джерри Болдуин, учитель истории Зев Сигл и писатель Гордон Боукер, знакомые друг с другом со студенческих лет в университете Сан-Франциско, сложились по 1350 долларов, заняли ещё 5000 и 30 сентября 1971 года открыли магазин по продаже кофе в зёрнах в Сиэтле (штат Вашингтон). По другим сведениям, первый магазин компании был открыт 31 марта 1971 года. Троица вдохновилась идеей торговли высококачественными кофейными зёрнами и оборудованием после того, как кофейный предприниматель Альфред Пит научил их своему способу обжарки зёрен.
Помощника капитана Ахава из книги «Моби Дик» звали Старбек, оттуда и произошло название компании Starbucks. Логотипом стало стилизованное изображение сирены, полуженщины-полурыбы, способной своим очаровательным видом и прекрасным голосом заманивать моряков.
Однако, по воспоминаниям Боукера, название компании было выбрано не так. Один из сооснователей предлагал название «карго-хауз», пока Хеклер не заметил, что название, начинающееся с сочетания «ст», звучит сильнее. Боукер написал список слов, начинающихся с «ст», и кто-то из основателей как-то обнаружил имя старого шахтёрского городка Старбо на старой шахтёрской карте.
Первое заведение «Старбакс» в 1971—1976 годах располагалось на Вестерн-авеню, 2000. Затем заведение переехало на Пайк-плейс маркет, 1982 и так там и осталось. В это время компания занималась только продажей кофейных бобов, жаренных целиком, а кофе для продажи не варила, единственно — в качестве рекламных образцов на пробу. В первый год деятельности компания покупала зелёные кофейные бобы у фирмы Peet’s, затем перешла на прямые закупки у фермеров.

### Продажа и расширение
Правильному подбору сортов и обжарке кофейных зёрен партнёры учились у Альфреда Пита, владельца компании Peet’s Coffee. Starbucks покупала зёрна в Peet’s Coffee на протяжении первых 9 месяцев работы, а потом партнёры установили собственную жаровню и открыли второй магазин. В 1979 году первоначальные владельцы Starbucks возглавляемые Джерри Болдуином купили Peet’s Coffee. В 1980-х общие продажи кофе в США стали падать, но в то же время продажи кофе класса Specialty выросли, заняв в 1989 году 10 % рынка (по сравнению с 3 % в 1983). К 1981 году существовали 5 магазинов, небольшая фабрика по обжарке кофе и торговое подразделение, которое поставляло кофе в зёрнах барам, кафе, ресторанам. В 1986 году компания располагала шестью магазинами в Сиэтле и приступила к продаже кофе эспрессо.
В 1987 году первоначальные собственники продали свою компанию Говарду Шульцу, владельцу сети кофеен Il Giornale (в прошлом сотруднику Starbucks). Он сменил бренд своих кофейных точек Il Giornale на Starbucks, переименовал компанию в Starbucks Corporation и стал быстро расширять свою сеть. В этот же год компания открыла свои первые точки за пределами Сиэтла: у станции Уотерфронт (Ванкувер, Канада) и в Чикаго (США). К 1989 на северо-западе и среднем западе. Ежегодно компания обжаривала свыше 2 млн фунтов (907 185 кг) кофе.
В 1988 году компания начала торговлю по почте и выпустила свой первый каталог продукции, благодаря которому наладила поставки в 33 магазина в разных штатах США.
В 1992 году, во время первоначального публичного размещения на фондовом рынке, Starbucks имела 165 торговых точек.
Ко времени первой публичной продажи акций на фондовом рынке в июне 1992 компании Starbucks принадлежали 165 точек, годовой доход составлял 73,5 млн долларов по сравнению с 1,3 млн в 1987 году. Стоимость рынка компании оценивалась в 271 млн долларов. 12 % проданных акций дали компании прибыль в 25 млн долларов, что позволило в следующие два года удвоить число магазинов. К сентябрю 1992 года цена акции Starbucks выросла на 70 %, прибыль по акциям выросла почти в 100 раз по сравнению с предыдущим годом.
В июле 2013 свыше 10 % покупок вне магазинов были сделаны с мобильных устройств через приложение Starbucks. Компания вновь прибегла к мобильным платформам при запуске акции «Tweet-a-Coffee» в октябре 2013. По этому случаю использовался также Twitter покупатели могли приобрести подарочную карту в 5 долларов для друга, введя «@tweetacoffee» и профиль друга в твит. Исследовательская фирма Keyhole следила за ростом кампании, 6 декабря 2013 в медиапространстве вышла статья о том, что фирма привлекла к участию 27 тыс. чел., покупки были сделаны на сумму в 180 тыс. долларов.

### Новые рынки и продукты
Первая точка Starbucks за пределами северной Америки была открыта в 1996 году в Токио (Япония). В 1998 году Starbucks вышла на британский рынок, вложив 83 млн долларов и приобрела кофейную компанию Сиэтла (Seattle Coffee Company) размещённую в Великобритании с 56 точками. В сентябре 2002 года Starbucks открыла свой первый магазин в Латинской Америке (Мехико). В настоящее время в Мексике находится уже 250 точек, в самом Мехико около сотни.
В 1990-х годах Starbucks открывала новый магазин каждый рабочий день, удерживая такой темп до начала 2000-х годов.
В 1999 году Starbucks в порядке эксперимента открыла несколько кафе (т. н. цепь Circadia) в Сан-Франциско. Эти заведения скоро были «выключены» из числа заведений Starbucks и преобразованы в кафе Starbucks.
В октябре 2002 года Starbucks учредила компанию по продаже кофе в Лозанне (Швейцария) с целью управления покупками зелёного кофе. Весь остальной бизнес, связанный с кофе, по-прежнему управлялся из Сиэтла.
В апреле 2003 года Starbucks за 72 млн долларов приобрела компании Seattle’s Best Coffee и Torrefazione Italia у компании AFC Enterprises. Сделка дала Starbucks 150 новых точек, но, согласно газете Seattle Post-Intelligencer, весь бизнес был гораздо более значительным. В сентябре 2006 года компания-конкурент Diedrich Coffee объявила, что продаст большую часть своих магазинов компании Starbucks. В список входили точки, входящие в цепь Coffee People и находившиеся в штате Орегон. Starbucks приняла точки Diedrich Coffee и Coffee People под свой бренд, но в сделку не вошли точки Coffee People, находящиеся в аэропорту Портленда.
В мае 2018 года Starbucks договорились с Nestle о сделке на сумму около 7,15 млрд долларов. Контракт предусматривал получение компанией Nestle прав на бессрочную продажу продукции брендов Starbucks, Seattle’s Best Coffee и Teavana TM/MC. 28 августа того же года компании закрыли сделку по передаче лицензии.
В марте 2019 года руководство компании Starbucks приняло решение инвестировать 100 млн $ в фонд Valor Siren Ventures Fund, который займется поддержкой компаний, развивающих новые технологии в области производства пищевых продуктов и ретейла. Руководство компании рассчитывает, что уже в ближайшее время фонду удастся привлечь дополнительные 300 млн $ инвестиций, которые в дальнейшем будут направлены на поддержку находчивых и креативных бизнесменов.
8 марта 2022 года компания приостанавила ведение бизнеса в России, а также закрыла кофейни в связи со вторжением российских войск на Украину. Компания продолжила платить зарплату сотрудникам.
23 мая 2022 года компания заявила о полном уходе из России, все 130 заведений будут закрыты.
Позже, появилась информация о выкупе заведений группой российских бизнесменов.

## Собственники и руководство
Крупнейшие акционеры компании на 2019 год:
- Putnam LLC — 10,6 %;
- The Vanguard Group, Inc. — 7,41 %;
- SSgA Funds Management, Inc. 4,41 %;
- Capital Research & Management Co. — 4,09 %;
- Howard Schultz — 3,15 %;
- Magellan Asset Management Ltd. — 2,57 %;
- BlackRock Fund Advisors — 2,56 %;
- Northern Trust Investments, Inc. — 1,69 %;
- Geode Capital Management LLC — 1,51 %;
- Loomis, Sayles & Co. LP — 1,38 %[12][13].

Президент компании Говард Шульц говорил об убеждённости, что рост компании не должен ослаблять корпоративную культуру и что общая цель компании — действие подобно небольшой компании.
Говард Шульц был генеральным директором компании до 2000 года. С 2001 по 2005 год пост президента и генерального директора занимал Орин С. Смит.
В январе 2008 года Шульц занял посты президента и исполнительного директора после 8-летнего перерыва, заменив Джима Дональда, который занял эти посты в 2005 по 2008, но был понижен в должности после падения продаж в 2007. Шульц заявил, что попытается восстановить «уникальный опыт Starbucks» в связи с быстрым расширением. Аналитики полагают, что Шульц должен определиться с тем, как быть с высокими ценами на сырьё и с усиливающейся конкуренцией со стороны низкоценовых компаний, в число которых входят McDonald’s и Dunkin' Donuts.
С января 2015 года пост исполнительного директора компании занял Трой Олстед, хотя до этого он объявлял, что возьмёт расширенный отпуск неопределённой длительности.
- Майрон Улльман (Myron E. Ullman, род. 26 ноября 1946 года) — независимый председатель совета директоров с 26 июня 2018 года. Ранее был председателем и CEO компании J. C. Penney, управляющим директором LVMH, вице-президентом Macy’s, Inc., заместителем председателя Федерального резервного банка Далласа[17].
- Кевин Джонсон (Kevin Johnson) — президент и главный исполнительный директор с 2017 года; также член совета Вашингтонского круглого стола и Национального консультационного комитета по безопасности телекоммуникаций. Ранее работал в Juniper Networks и был президентом подразделения платформ и услуг корпорации Microsoft[18].

## Продукты
В 2008 году компания запустила линию напитков Skinny (в пер. «тощий»), предложив низкокалорийные и бессахарные версии напитков с использованием обезжиренного молока. В качестве подсластителей предлагается выбор натуральных продуктов (таких как коричневый сахар, сироп агавы или мёд), искусственные продукты (бренды Sweet’N Low, Splenda, Equal) или один из бессахарных сиропных ароматизаторов компании. С 2007 компания прекратила использовать молоко от коров, которым дают соматотропин.
В июне 2009 года компания объявила о капитальном пересмотре меню. Салаты и выпечка будут продаваться без кукурузного сиропа (содержащего высокую долю фруктозы) или искусственных ингредиентов. Этим компания ожидала привлечь покупателей, заботящихся о здоровье или о цене. Получение прибыли не планировалось.
В марте 2009 года компания запустила новую линию микрогранулированного кофе в пакетиках под названием VIA Ready Brew. Впервые линия была представлена в Нью-Йорке с последующим тестированием продукта, также в Сиэтле, Чикаго и Лондоне. Первые два вкуса, включая Italian Roast и Colombia, появились в октябре 2009 в США и Канаде. В магазинах компании предлагалось распознать версию кофе по вкусу, и большинство пробовавших не смогло отличить растворимый кофе от свежезаваренного. Критики рассуждали, что компания, введя растворимый кофе, обесценила свой собственный бренд.
В 2010 году Starbucks начала продажу пива и вина в некоторых из своих магазинов в США. По состоянию на апрель 2010 года эти напитки доступны в нескольких точках, другие обратились за лицензиями.
В 2011 году Starbucks ввела чашку максимального размера (Trenta) с объёмом в 31 унцию. В сентябре 2012 года Starbucks объявила о появлении Verismo машине потребительского класса выдающей запакованные пластиковые стаканчики с кофе и молоком для латте.
10 ноября 2011 года Starbucks объявила о приобретении за 30 млн долларов наличными компании по производству сока Evolution Fresh и о плане открыть в середине 2012 года цепь соко-баров позволив себе вторгнуться на территорию компании Jamba Inc. первый магазин компании был открыт в Сан-Бернардино, Калифорния. В начале 2013 планировалось открытие магазина в Сан-Франциско.
В 2012 году Starbucks начала продажу линии ледяных напитков-освежителей Starbucks Refresher в своих магазинах, содержащих экстракт из зелёных кофейных бобов арабика. Напитки содержат фруктовые ароматизаторы и кофеин и получили известность за сильный вкус без «какого-либо аромата кофе». Процесс экстракции зелёного кофе в Starbucks включает в себя стадию набухания бобов в воде.
25 июня 2013 года Starbucks начала отмечать количество калорий в меню напитков и выпечки во всех американских магазинах.
В 2014 году Starbucks начала производство собственной линии газированных напитков «ручной выделки» под названием «Fizzio».
| Название | Объём                | Примечание                               |
| -------- | -------------------- | ---------------------------------------- |
| Demi     | 3 US fl oz (89 мл)   | Самый маленький размер (для эспрессо)    |
| Short    | 8 US fl oz (240 мл)  | Меньший из двух первоначальных вариантов |
| Tall     | 12 US fl oz (350 мл) | Больший из двух первоначальных вариантов |
| Grande   | 16 US fl oz (470 мл) | «Большой» по-итальянски                  |
| Venti    | 20 US fl oz (590 мл) | «Двадцать» по-итальянски                 |
| Trenta   | 31 US fl oz (920 мл) | «Тридцать» по-итальянски                 |

Starbucks вошла в чайный бизнес в 1999 году, приобретя за 8,1 млн долларов США бренд Tazo. В конце 2012 года Starbucks за 620 млн долл. приобрела чайную компанию Teavana. По состоянию на ноябрь 2012 года руководство компании не собиралось продвигать продукцию Starbucks через Teavana, хотя приобретение компании позволит продавать её продукцию за пределами её магазинов.
Кевин Кнокс, отвечавший в Starbucks за качество кофе, в 1987—1993 вспоминал в своём блоге в 2010 году, как предприниматель Джордж Ховелл (George Howell), ветеран кофейной индустрии и основатель соревнования Cup of Excellence, был потрясён тем, что Starbucks в 1990-х продаёт бобы, подвергшиеся тёмной обжарке. В интервью газете New York Times в 2008 году Ховелл выразил своё мнение, что тёмная обжарка, используемая Starbucks, не способствует глубокому проявлению вкуса кофе и вместо этого разрушает глубокие нюансы вкуса. В мартовской выпуске журнала Consumer Reports от 2007 года производилось сравнение американских кофейных сетей быстрого питания, компания Starbucks была поставлена за McDonald’s Premium Roast. Журнал назвал кофе Starbucks «забористым, но сожжённым, достаточным для того, чтобы вы прослезились, вместо того, чтобы ваши глаза не смыкались».
В 2012 году Starbucks выпустила линию кофеварок Starbucks Verismo, варящих эспрессо и обычный кофе из кофейных капсул, типа предварительно разделённой одноразовой ёмкости молотого кофе и ароматизаторов, использующих систему добавок K-Fee.В кратком обзоре образца № 580 журнал Consumer Reports описывал результаты сравнительного теста Verismo 580 с двумя конкурирующими брендами: «Поскольку вы должны каждый раз споласкивать чашку, Verismo не оказалась среди наиболее удобных однопорциевых машин при нашем испытании изготовления кофе. Другие машины, которые мы испытывали, показали большую гибкость при регулировке интенсивности варки. В машине Verismo есть кнопка для кофе, эспрессо и латте, но нет установки силы для каждого из типов. С тех пор как Starbucks ограничила выбор кофе своим брендом, есть только восемь разновидностей плюс молоко для латте».

## Распространение

### Действующие
По итогам 2007 года в 43 странах мира было открыто 15700 кофеен Starbucks, из которых примерно 7500 принадлежат компании Starbucks Corporation, а остальные открыты по лицензии. Starbucks продаёт натуральный кофе, напитки на основе эспрессо, другие различные горячие и холодные напитки, легкие закуски, кофейные зерна и аксессуары для приготовления и сервировки кофе. С помощью департамента Starbucks Entertainment и бренда Hear Music компания распространяет также книги, музыкальные сборники и видеофильмы. Большинство из этих товаров являются сезонными или разработаны для продажи в определённой области. Фирменное мороженое Starbucks и кофе также продаются в продовольственных супермаркетах. Многие из продуктов компании являются сезонными или характерными для местности.
Одно из основных требований при выборе помещений для кофеен Starbucks: входная дверь должна смотреть на восток или на юг и никогда на север. По словам Скотта Бедбери, бывшего с 1995 по 1998 год архитектором бренда сети кофеен Starbucks, это объясняется тем, что посетители должны наслаждаться дневным светом, но при этом солнце не должно светить им в лицо.
По состоянию на февраль 2014 Starbucks присутствовала в 65 странах и территориях.
В 2008 компания продолжила свою экспансию, открывая точки в Аргентине, Бельгии, Бразилии, Болгарии, Чехии и Португалии.
Экспансия в европейские и скандинавские страны продолжилась и в 2009. В апреле точки появились в Польше, в августе — в Утрехте (Нидерланды) а в октябре в Швеции в аэропорту Стокгольм — Арланда.
В 2010 рост присутствия на новых рынках также продолжился. В мае 2010 отели Southern Sun Hotels в Южной Африке объявили о подписании соглашения со Starbucks, которое позволит им варить кофе Starbucks в некоторых отелях Southern Sun и Tsonga Sun Южной Африки. Одной из причин достижения соглашения стало грядущее открытие чемпионата мира по футболу в ЮАР. В июне 2010 Starbucks открыла свой первый магазин в Будапеште. В ноябре компания открыла первый магазин в центральной Америке, в г. Эль-Сальвадор, столице Сан-Сальвадора.
В декабре 2010 Starbucks обсуждала открытие своей первой точки на корабле в партнёрстве с компанией Royal Caribbean International. Starbucks открыла магазин на борту судна Allure of the Seas второго по величине судна оператора Royal Caribbean International и второго по величине судна мира.
Starbucks планирует открытие своей третьей африканской точки (после Египта и Марокко) в Алжире, столице Алжира в сотрудничестве с алжирской компанией Cevital.
В январе 2011 Starbucks и Tata Coffee, самая большая азиатская компания по выращиванию кофе объявили о планах стратегического союза по открытию бизнеса Starbucks в Индии и обжарке зёрен на заводе компании Tata Coffee в Кодагу. Несмотря на неудачное начало в 2007, в январе 2012 Starbucks объявила о совместном владении (50/50 с компанией Tata Global Beverages) компанией Tata Starbucks. Эта компания владеет и управляет точками Starbucks в Индии в качестве альянса Starbucks Coffee «A Tata Alliance». Первое заведение Starbucks в Индии было открыто 19 октября 2012 в Бомбее.
В феврале 2011 Starbucks приступила к продажам кофе в Норвегии, поддерживая норвежские продуктовые магазины, обжаривающие кофе. Первый магазин в Норвегии под брендом Starbucks открылся 8 февраля 2012 в аэропорту Гардермуэн, г. Осло. В октябре 2011 Starbucks открыла другую точку в Пекине в зале международных вылетов терминала № 3 аэропорта Шоуду, заведение стало 500-й точкой компании в Китае и 7-й в аэропорту. Компания планирует к 2015 году открыть 1500 точек в Китае. В мае 2012 Starbucks открыл свою первую кофейню в аэропорту Хельсинки-Вантаа в г. Вантаа. Недавно Starbucks открыла магазин в г. Сан-Хосе, Коста-Рика в двух ходовых местах: 1 в центре, другой на авениде Эсказу.
В октябре 2012 Starbucks объявила о плане открыть тысячу магазинов в США в следующие пять лет. В этом же месяце в центре Фергюсона университета штата Алабама было открыто самое большое заведение в США.
В 2013 руководство Starbucks начало сотрудничество с самой большой компанией розничной торговли в Дании — Danish Supermarket. Первые заведение Starbucks были открыты в магазинах Danish Supermarket в Ольборге и Орхусе в августе 2013.
В августе 2013 генеральный директор Starbucks Говард Шульц лично объявил об открытии магазинов Starbucks в Колумбии. Согласно его заявлению, первое кафе открывалось в 2014 в Боготе, в следующие пять лет ещё 50 по стране. Шульц также заявил, что Starbucks будет работать вместе с колумбийским правительством и USAID, продолжая «расширение прав и возможностей местных производителей кофе и распространяя значение, наследие и традиции их кофе по миру». Руководство компании отметило, что агрессивное расширение на колумбийский рынок стало общим ходом с латиноамериканскими партнёрами Starbucks: компанией Alsea и колумбийским пищевым конгломератом Grupo Nutresa, до этого работавшими со Starbucks в поставках кофе через Colcafe. Это объявление было сделано после открытия центра поддержки фермеров Starbucks в г. Манисалес, Колумбия в предыдущем году, что упрочило позиции компании в Колумбии.
Starbucks объявила, что первое кафе в Боливии откроется в 2014 году в г. Санта-Крус-де-ла-Сьерра, а первое кафе в Панаме откроется в 2015.
В 2014 году Starbucks открыла шесть магазинов в Колумбии, и в планах открытие больше десяти заведений в Боготе в 2015 году.
В августе 2014 Starbucks открыла 4 магазина в Ханое (Вьетнам).
В начале 2015 Starbucks открыла первое заведение на островах пролива Ла-Манш в Сент-Питер порт на острове Гернси.
В феврале 2015 заведение Starbucks открылось на бульваре Голливуд парка Disney’s Hollywood Studios близ г. Орландо, Флорида и стало четвёртым заведением Starbucks в Диснейуорлде (есть точки в парках Magic Kingdom, Epcot, и два в Downtown Disney). Кроме этих четырёх есть, заведения в парках Диснейленд, Disney California Adventure, Downtown Disney в г. Анахайм и в Disney Village парижского Диснейленда. Заведения в парке Downtown Disney управляются компанией Starbucks, в то время как заведения вне тематических парков управляются компанией Disney.
В 2015 году Starbucks открыла первое заведение в Баку. На начало 2023 года в Баку 6 заведений Starbucks.
Зимой 2015—2016 года Starbucks открыла первое заведение в городе Алматы. На начало 2023 года в Алматы 35 заведений Starbucks.
В сентябре 2016 года Starbucks открылись и в столице Казахстана — Астане. На начало 2023 года в Астане 11 заведений Starbucks.
6 сентября 2018 года компания Starbucks открыла в Милане свою первую в Италии кофейню.
Вице-президент Starbucks Билл Слит по глобальному дизайну, наблюдая за действиями по преобразованию окрестностей вокруг новых магазинов, на вопрос «Почему вы не хотите, чтобы покупатель, придя в магазин в центре Сиэтла, отправился в магазин в пригороде и затем в магазин в Сан-Хосе и увидел бы такой же магазин?» заявил: «Покупатели скажут: „Куда бы мы ни пошли — везде вы“, и это скверно. Наша компания была довольно повсеместной.» В качестве смены направления компактности руководство Starbucks хотело перейти от особого торгового знака, встречающегося по всему миру, к дизайну с местным колоритом для каждого магазина.

### Закрытые
В 2003, столкнувшись с сильной местной конкуренцией, Starbucks закрыла все свои шесть магазинов в Израиле, ссылаясь на «постоянные проблемы с деятельностью» и «неприятную обстановку для бизнеса».
В июле 2007 Starbucks закрыла заведение в Запретном городе (Пекин). Кофейный магазин, начиная со своего открытия в 2000 году, стал источником постоянных споров, протестующие заявляли, что присутствие заведения американской сети в данном месте «подрывает китайскую культуру».
В июле 2008 компания объявила о закрытии 600 недостаточно эффективных магазинов, принадлежащих компании, и сокращении планов распространения в США в связи с экономической нестабильностью. 29 июля 2008 Starbucks также сократила почти тысячу рабочих мест, не связанных с продажей, как часть плана по оживлению бренда и повышению прибыли. При этом произошло 550 увольнений, остальные рабочие места остались вакантными. Эти закрытия и увольнения положили конец периоду роста и расширения компании, начавшегося в середине 1990-х.
В июле 2008 Starbucks объявила о закрытии 61 из 84 магазинов в Австралии в следующем месяце. Ник Уэйльс, эксперт по стратегическому менеджменту университета Сиднея, прокомментировал это так: «Компании Starbucks не удалось постичь австралийскую кофейную культуру». В мае 2014 Starbucks объявила о продолжающихся убытках на австралийском рынке, что привело к продаже оставшихся магазинов Withers Group.
В 2022 году Starbucks закрыла 130 заведений в России и ушла с рынка из-за вторжения России на Украину.
Также компания развивает сеть музыкальных магазинов Hear Music.
Общая численность персонала сети — 140 тыс. человек. Выручка компании за 2010 год составила 10,7 млрд долларов, чистая прибыль — 945,6 млн долларов.

### Страны
На 10 марта 2022 года Starbucks присутствует в 74 странах мира.
| Африка                   | Северная Америка                                                                                                | Южная Америка                                             | Океания                      | Азия | Европа |
| ------------------------ | --- | --------------------------------------------------------- | ---------------------------- | --- | --- |
| - ЮАР - Египет - Марокко | - Багамы - Гватемала - Канада - Коста-Рика - Мексика - Аруба - Кюрасао - Панама - Сальвадор - США - Пуэрто-Рико | - Аргентина - Боливия - Бразилия - Колумбия - Перу - Чили | - Австралия - Новая Зеландия | - Бахрейн - Бруней - Вьетнам - Индонезия - Иордания - Катар - Китай - Гонконг - Макао - Кувейт - Ливан - Малайзия - ОАЭ - Оман - Саудовская Аравия - Сингапур - Таиланд - Тайвань - Филиппины - Южная Корея - Япония | - Австрия - Азербайджан - Андорра - Болгария - Великобритания - Гернси - Венгрия - Германия - Греция - Дания - Ирландия - Испания - Италия - Казахстан - Кипр - Люксембург - Монако - Нидерланды - Норвегия - Польша - Португалия - Румыния - Сербия - Словакия - Турция - Финляндия - Франция - Чехия - Швейцария - Швеция |
|                          | |                                                           |                              | - Бахрейн - Бруней - Вьетнам - Индонезия - Иордания - Катар - Китай - Гонконг - Макао - Кувейт - Ливан - Малайзия - ОАЭ - Оман - Саудовская Аравия - Сингапур - Таиланд - Тайвань - Филиппины - Южная Корея - Япония | - Австрия - Азербайджан - Андорра - Болгария - Великобритания - Гернси - Венгрия - Германия - Греция - Дания - Ирландия - Испания - Италия - Казахстан - Кипр - Люксембург - Монако - Нидерланды - Норвегия - Польша - Португалия - Румыния - Сербия - Словакия - Турция - Финляндия - Франция - Чехия - Швейцария - Швеция |

### Starbucks в России
Starbucks неоднократно заявляла о желании выйти на российский рынок. Однако в 2004 году торговую марку Starbucks зарегистрировало на себя российское ООО «Старбакс», не имеющее отношения к американской корпорации. Позднее палата по патентным спорам лишила ООО «Старбакс» прав на марку по жалобе американской сети.
В сентябре 2007 года открылась первая кофейня сети в России — в торговом центре «Мега — Химки».
После этого был открыт ещё ряд кофеен в Москве: на Арбате, в офисном комплексе «Башня на Набережной», в аэропорту «Шереметьево-2» и др. 7 декабря 2012 года открылась первая кофейня в Санкт-Петербурге в ТЦ «Питерленд» на Приморском проспекте.
К 2021 году в России работало более 100 кофеен, из которых 88 — в Москве и Московской области, 15 — в Санкт-Петербурге, 3 кофейни в Ростове-на-Дону, 3 в Екатеринбурге, Самаре и Казани, 2 кофейни в Тюмени и Краснодаре, и по одной в Ярославле и Сочи.
23 мая 2022 года Starbucks объявила о полном уходе с российского рынка из-за вторжения России на Украину. Все 130 заведений будут закрыты.
В июле 2022 года появилась информация о том, что сеть Starbucks может быть куплена российским ресторатором Антоном Пинским.
30 июля 2022 года рэпер Тимати объявил о том, что приобрел все активы Starbucks в России для совместного управления вместе с Антоном Пинским. Название сети было изменено на Stars Coffee.
В конце мая 2024 года Starbucks подала в Роспатент восемь заявок на регистрацию товарных знаков по четырём классам Международной классификации товаров и услуг (МКТУ), в частности на кофе моментального приготовления, приготовление напитков и пищи, администрирование программы лояльности. Компания хочет зарегистрировать бренды Starbucks, Starbucks coffee, «Старбакс кофе» и другие.

## Реклама

### Логотип
Корпорация сменила три логотипа. Нынешний — четвёртый по счёту.
- В 1971—1987 годах логотипом был образ двухвостой русалки Сирены, по форме и по цвету похожий на сигарную ленту сигар Montecristo. Основной цвет логотипа был коричневым.
- В 1987—1992 годах основной цвет логотипа изменили с коричневого на зелёный, рыбий хвост стал немного обрезан, а грудь сирены прикрыта развевающимися волосами. Между словами в логотипе появились звезды.
- В 1992—2011 годах логотип сфокусировался на лице Сирены — нижнюю часть русалки убрали.
- С 2011 по настоящее время из логотипа исчез зелёный ободок с названием компании и звёздами, цвет логотипа стал более светлым.

- Логотип с 1971 по 1987 год.
- Логотип с 1987 по 1992 год.
- Логотип с 1992 по 2011 год, по-прежнему используется в качестве вторичного логотипа.
- Логотип с 2011 года по настоящее время.

## Социальная политика и охрана окружающей среды

### Влияние на окружающую среду
В 1999 году Starbucks запустила программу «Grounds for your Garden» (земля для вашего сада) с целью сделать свой бизнес экологически чистым. Отработанная кофейная гуща предоставляется желающим для компоста. Хотя в этом участвуют не все магазины и районы, покупатели могут обратиться в местные магазины и тем самым положить начало этой практике.
В 2004 году Starbucks начала сокращать размеры бумажных салфеток и магазинных мешков для мусора. Компания обнародовала информацию, что производит твёрдые отходы в количестве 816,5 тонн. В 2008 году Starbucks заняла 15-е место в списке 25 лучших партнёров по чистой энергии агентства по охране окружающей среды США за приобретения в области возобновляемых источников энергии.
В октябре 2008 года британская газета The Sun сообщила, что Starbucks ежедневно теряет 23,4 тыс. литров воды на полоскание посуды в каждом магазине (вода при этом постоянно течёт), но этого часто требуют предписания по здравоохранению.
В июне 2009 года в ответ на запросы о чрезмерном расходе воды Starbucks переделала оборудование для полоскания. В сентябре 2009 года магазины в Канаде и США, управляемые компанией, успешно ввели новые системы сбережения воды соответствующие стандартам здравоохранения. Молоко разных сортов наливается специальной ложкой, которая остаётся в кувшине, ёмкости для полоскания заменены на кнопочные дозированные краны. По сообщениям, это позволит сберечь ежедневно по 570 л. воды в каждом магазине.

### Переработка отходов
В 2004 году Starbucks приступила к использованию 10 % переработанной бумаги при изготовлении стаканчиков для напитков, компания заявила, что её инициатива стала первым примером использования переработанного материала, который до этого находился в прямом контакте с пищей или напитками. Ален Гершковиц из совета по охране природных ресурсов назвал уровень в 10 % незначительным, тем не менее в 2005 компания всё же получила премию (National Recycling Coalition Recycling Works Award) за свою инициативу.
В 2008 году в статье в прессе вице-президент компании по корпоративной социальной ответственности признал, что в то время как компания продолжает борьбу за ответственность перед окружающей средой, ни одна из чашек компании не является полностью перерабатываемой, в магазинах нет сборников для перерабатываемых отходов. Ко времени публикации статьи Starbucks давала покупателям, приносившим свои многоразовые кружки, 10 % скидку и использовала гофрированные чашки, изготовленные на 85 % из переработанного вторичного волокна, в котором на 34 % меньше бумаги, чем в оригинале. В этот же период Starbucks вступила в партнёрские отношения с Conservation International, предоставив за три года 7,5 млн для помощи в защите природной среды в общинах фермеров кофе Мексики и Индонезии.

### Программа кофейной и фермерской этики
Начиная с 1994 года Starbucks начала разрабатывать планы корпоративной социальной ответственности.
С этого времени компания вступила в партнёрские отношения с Conservation International для разработки планов и аудита своей программы кофейной и фермерской этики (Coffee and Farmer Equity — C.A.F.E.).
Эта программа основана на системе оценки 249 показателей. Фермеры, получающие более высокий рейтинг получают и более высокие цены, чем те, кто получает более низкие рейтинги. Категории рейтингов включают в себя: экономическую и социальную ответственность, экологическое лидерство при выращивании и производстве кофе. Показатели социальной ответственности развились и включают сейчас «нулевую терпимость», что подразумевают плату рабочим наличными, чеками или прямыми депозитами, гарантия того, что все рабочие получают минимальную установленную зарплату, на рабочих местах нет раздражения и злоупотреблений, дискриминации, не используется труд лиц моложе 14 лет и более.
Starbucks производит 90 % своих покупок сырья у сертифицированных по программе C.A.F.E. поставщиков, компания приближается к заявленной её руководством цели, 100 % покупок у сертифицированных поставщиков C.A.F.E. или имеющих другие «основанные на этике» сертификаты. Доцент университета штата Вашингтон Дэниэл Жаффе (Daniel Jaffee) утверждает, что программа C.A.F.E Starbucks всего лишь «зелёная помывка» для полировки их корпоративного облика.
Вдобавок доцент сельской социологии Мари-Кристин Ренар (Marie-Christine Renard) университета Чапинго (Мехико) написала статью-исследование совместных действий Starbucks, Conservation International (CI) и мексиканского сельско-промышленного союза (Agro-industries United of Mexico (AMSA) в штате Чьяпас и пришла к заключению: «в то время как CI-Starbucks-AMSA Alliance платит больше, это не даёт производителям возможности приобрести необходимые познания, которые необходимы для организаций, чтобы улучшить качество кофе».

### Справедливая торговля
В 2000 компания представила линию продуктов соответствующих требованиям движения «справедливая торговля».
Из примерно 136 т кофе, приобретённого Starbucks в 2006 году, только 6 % сертифицировано по стандартам справедливой торговли.
Согласно Starbucks за 2004 финансовый год компания приобрела 2180 тонн кофе сертифицированного по данной программе и 5220 тонн за 2005 год. Таким образом, компания стала крупнейшим покупателем сертифицированного по программе кофе в Северной Америке (10 % всемирного рынка). Организация Transfair USA — третья по величине сертифицирующая по программе организация в США отметила вклад сделанный Starbucks в области справедливой торговли и жизни фермеров:
«Запустив кофейную линию FTC в 2000 Starbucks несомненно внесла значительный вклад в семьи фермеров благодаря своему быстро растущему объёму справедливой торговли. Предлагая кофе данной линии в тысячах своих магазинах компания даёт большую наглядность марке FTC помогая привлечь внимание покупателей к процессу».
Всё эспрессо, продаваемое в Великобритании и Ирландии сертифицировано по справедливой торговле.
Насчёт законности назначения справедливой торговли поднимаются вопросы.
Некоторые организации, такие как Global Exchange, призывали Starbucks увеличивать объёмы продаж кофе по линии справедливой торговли.
Относительно сертификации свободной торговли Starbucks утверждает, что платит выше рыночной цены за весь свой кофе. Согласно компании в 2004 за 1 кг высококачественных кофейных бобов выплачивалось по 2,64 доллара, что на 74 % выше цены на товар.
После длительных дебатов между руководством компании и властями Эфиопии Starbucks согласилась поддерживать и продвигать эфиопский кофе. В статье BBC NEWS утверждалось, что владение Эфиопией известных кофейных марок, таких как Харэр и Сидамо, признано, даже если они не зарегистрированы. Основная причина борьбы Эфиопии за признание — дать своим бедным фермерам шанс заработать больше денег. Но в данном случае это не возымело успеха. В 2006 году Starbucks заявила, что платила по 1,42 доллара за фунт за эфиопский кофе. После транспортировки, обработки, сбыта, распространения по магазинам, уплаты налогов и заработной платы и премий персоналу цена кофе составила 10,99 за фунт. В августе 2010 года Starbucks продавала только эфиопский кофе на своём веб-сайте и заявляла что этот сайт — новый.
Starbucks является действующим участником World Cocoa Foundation.

### Вода Ethos
В 2003 году Starbucks приобрела компанию по производству бутилированной воды Ethos и начала распространять воду в своих точках по северной Америке. Бутылки Ethos отмечены надписями «помогает детям получать чистую воду», поскольку каждые 5 центов из цены бутылки в 1,80 доллара (10 центов в Канаде) идут на развитие проектов по обеспечению чистой водой слаборазвитых районов. Хотя благодаря такой политике продажи воды Ethos выросли на 6,2 млн долларов, деятельность Ethos не считается благотворительной. Критики компании утверждают, что эта надпись вводит в заблуждение потребителей, которые думают, что Ethos — благотворительная организация, но на деле она коммерческая и львиная доля прибыли с продаж (97,2 %) не идёт на проекты по обеспечению чистой водой.
Основатели Ethos заявили, что целью компании является привлечение внимания к вопросам по обеспечению чистой водой стран третьего мира и предоставление потребителям, которые чувствуют социальную ответственность, возможность поддерживать это дело путём предпочтения продукции Ethos перед продукцией других компаний.
После этого Starbucks внесла изменения в надписи на американской версии бутылок Ethos, обозначив, какая доля из стоимости бутылки пойдёт на благотворительные цели.

## Критика

### Рыночная стратегия и трудовые споры
Starbucks использует некоторые методы, чтобы расширить и удержать свою позицию на рынке. Эти методы, называемые критиками антиконкурентными, включают откуп договоров об аренде, заключённых с конкурентами, намеренной работе в убыток и размещении нескольких точек в географически небольшой области (то есть насыщение рынка). Для примера, Starbucks вышла на британский рынок, выкупив Seattle Coffee Company, но затем использовала свой капитал и влияние для приобретения точек в престижных местах, некоторые из них работали в убыток. Критики заявляли, что это была нечестная попытка выбить с рынка небольших независимых конкурентов, которые не в состоянии платить завышенные цены за недвижимость премиум-класса.
В то время как отношения с независимыми сетями кофеен остаются напряжёнными, некоторые собственники отзываются о компании с похвалой за просвещение потребителей о кофе.
Работники Starbucks в семи магазинах в 2004 году присоединились к Starbucks Workers Union — части организации «Индустриальные рабочие мира» (IWW).
Согласно пресс-выпуску Starbucks Union, после этого события союз начал распространяться на Чикаго и Мериленд с Нью-Йорка (где он зародился). 7 марта 2006 года IWW и Starbucks согласились с решением национального комитета по трудовым отношениям о том, что троим работникам Starbucks будет выплачена задолженность по зарплате сумой почти в 2 тысячи долларов и двум уволенным работникам было предложено восстановление на работе.
Согласно Starbucks Union, 24 ноября 2006 года члены IWW пикетировали точки Starbucks более чем в 50 городах по всему миру: в Австралии, Канаде, Германии и Великобритании, в американских городах: Нью-Йорк, Чикаго, Миннеаполис и Сан-Франциско, протестуя против увольнения пятерых организаторов Starbucks Workers Union в компании Starbucks и требовали их восстановления.
Некоторые кофевары Starbucks, работающие в Канаде, Австралии и Новой Зеландии, США состоят в различных союзах.
В 2005 году Starbucks выплатила 165 тыс. американских долларов восьми работникам фабрики по обжигу зёрен в г. Кент (штат Вашингтон), чтобы замять обвинения в том, что их уволили за членство в профсоюзе. К тому времени уволенные работники состояли в организации International Union of Operating Engineers. Представители Starbucks не признали за компанией никаких проступков.
23 ноября 2005 года в г. Окленд (Новая Зеландия) произошла забастовка работников Starbucks, организованная профсоюзом Unite Union. Работники требовали введения безопасных часов, минимальной ставки в 12 новозеландских долларов в час и отмену молодёжных ставок. В 2006 компания пришла к соглашению с профсоюзом, в результате чего зарплаты были увеличены, безопасные часы расширены, молодёжные ставки улучшены
В марте 2008 года суд обязал Starbucks выплатить бариста свыше 100 млн американских долларов по калифорнийскому коллективному иску барист, заявивших, что ограничение менеджерами размеров чаевых нарушает законы штата о труде. Компания планировала обжаловать приговор. Подобный случай произошёл в Честнат-хилл (Chestnut Hill). 18-летний бариста подал иск, касающийся политики чаевых. Закон штата Массачусетс не позволяет менеджерам урезать чаевые.
Похожий иск был подан 27 марта 2008 года в Миннесоте.
В октябре 2021 года компания сообщила, что к лету 2022 года увеличит минимальную зарплату работников в США до $15 в час, максимальную — до $23 в час и примет ряд других мер для улучшения трудовых условий.

### Открытие точек в Великобритании вопреки законам о городском планировании
Местные власти в Великобритании подвергли критике Starbucks за открытие нескольких магазинов в торговых помещениях без разрешения на перепланировку в ресторан. Starbucks в ответ заявила, что, «согласно действующим законам о перепланировке для кофейных магазинов, нет официальной классификации. Поэтому Starbucks оказался в трудной ситуации, в которой местные власти по-своему интерпретируют указания. В некоторых случаях кофейные магазины работают согласно разрешению А1, некоторые по смешанным разрешениям А1/А3 и некоторые исключительно по А3».
В мае 2008 года Starbucks открыла точку на улице св. Джеймса района Кемптаун г. Брайтон (Англия), несмотря на отказ в разрешении от местного органа по перепланировке. На заявление городского совета Брайтона и Хоува, что на улице и так уже слишком много кофейных магазинов, Starbucks ответила, что эта точка является магазином по продаже мешков кофе, кружек и сандвичей, что дало продление на шесть месяцев, но всё же совет предписал Starbucks убрать из помещений все столы и стулья, чтобы помещения соответствовало требованиям для розничного магазина.
2500 местных жителей подписали петицию, направленную против магазина, но после общественного расследования в июне 2009 года правительственный инспектор разрешил оставить магазин.
В апреле 2009 Starbucks в Хартфорде выиграл апелляцию за работу больше года без разрешения на перепланировку.
Также без разрешения было открыты два магазина в Эдинбурге, один в Манчестере, один в Кардиффе, один в Пиннере (лондонский район Харроу).
Кафе в Пиннере, открытое в 2007 году, выиграло апелляцию в 2010 и продолжило работать.
Кафе в Блэкхите (лондонский район Луишем) также в 2002 году находилось под расследованием по поводу нарушения лицензии, работая как ресторан, в то время как разрешение было выдано только на четыре сиденья и на торговлю навынос. Жители района выступали против открытия каких бы то ни было больших сетей в районе архитектурного заповедника. Торговая точка продолжила работу, торгуя на вынос.

### Протесты
Были призывы к бойкоту магазинов и продуктов Starbucks из-за обвинений в перечислении компанией части своих доходов армии обороны Израиля. Однако эти обвинения основаны на письме-мистификации, относящемуся к президенту, председателю совета директоров и исполнительному директору Starbucks Говарду Шульцу, который является евреем и сторонником права на существование государства Израиль. Он награждён несколькими израильскими наградами, включая „премию 50-летия Израиля“ за „ключевую роль в содействии тесного союза США и Израиля“».
Письмо-мистификация, содержащее заявление, что Шульц пожертвовал деньги на израильскую армию, в действительности было написано австралийским блогером Эндрю Уинклером, который признался, что сфабриковал документ. Starbucks ответила на эти заявление, широко циркулирующие по сети Интернет, так: «Председатель Говард Шульц и Starbucks никогда не спонсировали израильскую армию. Starbucks — не политическая организация и не поддерживает отдельные политические процессы». Протесты против Starbucks, основанные на письме Уинклера, не были первыми — в июне 2002 в университетах Каира, Дубая и Бейрута поднялась волна протестов в ответ на критику Шульца в адрес Ясира Арафата.
Организации настаивают на бойкоте Starbucks, обвиняя компанию в том, что она является сторонником израильского милитаризма.
Компании пришлось закрыть магазин в Бейруте (Ливан), так как демонстранты выкрикивали антиизраильские лозунги и вынудили посетителей бежать. Демонстранты повесили несколько баннеров на окно магазина и наклеили белую ленту в виде звезды Давида на бело-зелёный логотип Starbucks. Они также распространяли листовки с заявлением, что Шульц «один из столпов еврейского лобби в США и собственник Starbucks», демонстранты говорили, что он жертвует деньги израильской армии.
В январе 2009 два магазина Starbucks стали целью вандализма пропалестинских демонстрантов, разбивших стёкла и, по сообщениям, вырвали осветительные приборы и оборудование после столкновений с силами полиции особого назначения.

### The Way I See It
Во время кампании The Way I See It на чашках Starbucks появились цитаты актёров, писателей, учёных. Некоторые из этих цитат породили споры, в частности цитата писателя Армистида Мопина (Armistead Maupin) и цитата Джонатана Уэллса, связавших «дарвинизм» с евгеникой, абортами и расизмом. На чашках были добавлены предупреждения, что взгляды авторов могут не совпадать с точкой зрения Starbucks.

### Письмо американского сержанта
Сержант морской пехоты в августе 2004, будучи ошибочно информирован, что Starbucks прекратила поддержку военных пожертвованиями с прибыли от торговли кофе, поскольку не одобряет войну в Ираке, послал по электронной почте письма десяти своим товарищам. Письмо приобрело характер вируса и было разослано десяти миллионам абонентов. Starbucks и автор письма разослали опровержения, но в сентябре 2009 года вице-президент Starbucks по массовым коммуникациям Вэлери О’Нил заявила, что письмо всё ещё приходит ей каждые несколько недель.

### Контроль над оружием
Законы об оружии смягчились во многих американских штатах, власти разрешили открытое или скрытое ношение оружия. Поэтому некоторые владельцы оружия стали носить оружие, ежедневно ходя по магазинам или по другим заведениям. Многие магазины и компании ответили запретом на ношение оружия на их территории, что дозволяется местными законами многих штатов. Компания Starbucks не стала вводить подобный запрет на своих точках.
В 2010 году организация Brady Campaign предложила бойкотировать Starbucks за её политику в области контроля над оружием.
В ответ Starbucks выпустила заявление:
«Мы соблюдаем местные законы и установления во всех районах, где осуществляем деятельность. Это означает, что мы соблюдаем законы, позволяющие открытое ношение в 43 американских штатах. Там где подобных законов нет, мы не разрешаем открытое ношение оружия в наших точках. Политические, полицейские и юридические дебаты вокруг этих вопросов относятся к законодательным властям и к судам, а не к нашим магазинам».
В 2012 Национальный совет жертв оружия опубликовал открытое письмо, направленное компании Starbucks, с просьбой пересмотреть их политику, а также предложил ввести бойкот «Напитки, а не пули» пока компания не изменит политику, избрав при этом день св. Валентина как особый день для бойкота.
В ответ на бойкот сторонники прав владельцев оружия предприняли встречную акцию «День уважения к Starbucks» (англ. Starbucks Appreciation Day) с целью поддержки позиции Starbucks и предложили оплачивать продукцию двухдолларовыми банкнотами как знак поддержки второй поправки к Конституции.
29 июля 2013 года организация Moms Demand Action for Gun Sense in America (с англ. — «матери за здравый смысл») выпустила петицию с предложением запрета на ношение оружия в магазинах Starbucks.
17 сентября 2013 года основатель и исполнительный директор компании Говард Шульц обратился с просьбой к посетителям не приносить с собой оружия в магазины. Он поместил комментарии в открытом письме на сайте компании. Шульц заявил, что не запрещает оружие, а просто обращается с просьбой.

### Однополые браки
В январе 2012 администратор Starbucks высказался за поддержку однополых браков. Это привело к бойкоту со стороны Национальной организации в поддержку браков (National Organization for Marriage), противостоящей идее однополых браков. Организация собрала 22 тыс. подписей в поддержку бойкота. В ответ исполнительный директор Говард Шульц заявил: «При всём уважении, если вы думаете, что сможете получить прибыль, большую, чем 38 %, которые вы получили в прошлом году, это свободная страна. Вы можете продать вашу долю в Starbucks и купить акции другой компании. Большое вам спасибо».
Кроме того, 640 тыс. подписали петицию, благодарящую компанию за поддержку.

### Уклонение от налогов в Европе
В октябре 2012 года на Starbucks обрушилась критика после того, как расследование агентства Reuters установило, что за 14 лет деятельности в Великобритании компания выплатила только 8,6 млн фунтов корпоративных налогов, несмотря на полученную прибыль от продаж в 3 млрд фунтов. В эту сумму включена прибыль с 1,3 млрд фунтов за три года до 2012, с которых также не были выплачены налоги.
Утверждалось, что компания смогла это сделать, взимая высокие лицензионные сборы на британском рынке, что позволило им в 2011 объявить о потере в 33 млн фунтов. Британский филиал платит патентные сборы отделению в США, приобретает кофейные бобы у нидерландского филиала (где корпоративные налоги ниже, чем в Великобритании) и использует швейцарский филиал для «прочих услуг». В обзоре YouGov выдвинулось предположение, что споры о сумме налогов, выплачиваемых в Великобритании, несколько недель после появления утверждений причиняли значительный ущерб имиджу бренда Starbucks.
В ноябре 2012 главный финансовый директор Starbucks предстал перед британским комитетом по государственным счётам и признал, что голландское правительство утвердило специальную ставку налога для европейских офисов Starbucks, куда бизнес компании в Великобритании отчисляет деньги. Голландские законы (в отличие от законов других стран Европейского союза) позволяют компаниям переводить отчисления собранные в других странах в офшорные зоны без уплаты налогов. Финансовый директор отрицал, что они выбрали Голландию для размещения своего головного европейского офиса с целью уклонения от налогов, он объяснил, что причиной выбора стало то, что завод по обжарке кофейных зёрен находится в Голландии. До 2009 доля налогов составляла 6 % от продаж в Британии, но после вопросов британских налоговых органов доля сократилась до 4,7 %. Финансовый директор объяснил комитету, что этот показатель отражает расходы на строительство новых магазинов и разработку новых продуктов, но признал, что детальный анализ, какова должна быть доля налога, не проводился. Кофе, продаваемый в Британии, приобретался из швейцарского филиала с 20 % наценкой к оптовой цене, с прибыли был выплачен корпоративный налог в 12 %. Сейчас кофе из Швейцарии не ввозится, но 30, человек которые работали в филиале, оценивают качество кофе. Приведя для примера частые доклады Starbucks об убытках в Великобритании, финансовый директор объяснил комитету, что компания «не совсем довольна» финансовой эффективностью в Великобритании. Члены комитета ответили, что утверждение об убытках бизнеса «звучит просто неправдоподобно», указав, что глава бизнеса был назначен на новый более высокий пост в США и что компания постоянно заявляет акционерам о своей прибыльности.
Ирландский филиал компании Ritea в 2005—2011 годах выплатил только 35 тыс. фунтов в виде налогов, каждый год (кроме 2011) руководство заявляет об убытках. Филиал Ritea был приобретён Coffee Emea — компанией Starbucks, расположенной в Голландии. Французские и германские филиалы понесли значительные убытки, поскольку имели большой долг перед голландским филиалом, что вынудило их заплатить налог по более высоким процентным ставкам, чем выплаты группы по займам. По вычислению агентства Reuters, германские и французские филиалы были вынуждены заплатить по налогам 3,4 млн фунтов (без учёта выплат процентов по займам и патентам). Голландский филиал, куда пришли выплаты с патентов в 2011 году, получил прибыль в 507 тыс. фунтов с доходов в 73 млн фунтов, в то время как компания по обжарке кофе в 2011 году получила прибыль в 2 млн фунтов и выплатила налог в 870 тыс. фунтов.
Протестанты, недовольные предложением компании в следующие 2 года выплатить 20 млн фунтов в виде налогов, в декабре 2012 года устроили демонстрации вместе с сетью протестных групп UK Uncut.
В июне 2014 года европейский комиссар по вопросам конкуренции предпринял расследование практики уплаты налогов компанией в Нидерландах в качестве части широкомасштабной проверки механизма уплаты налогов многонациональными компаниями в различных европейских странах.

## Неожиданная прибыль в Китае
В октябре 2013 года Центральное телевидение Китая сообщило о неожиданной прибыли китайских ресторанов Starbucks. Согласно докладу, репортёры сравнили цену латте Starbucks (354 мл) в Пекине, Чикаго, Лондоне и Бомбее. Цена в Пекине была наибольшей, а в Бомбее наименьшей. Согласно докладам, латте стоит только 2 юаня (0,67 доллара), но продажная цена составила 27 юаней (4,5 доллара) поэтому прибыли в Китае оказалась выше, чем в других странах.

## Музыка, кино и телевидение
«Hear Music» является торговой маркой концепции розничной музыки Starbucks. Компания «Hear Music» была создана в 1990 году. В области залива Сан-Франциско были открыты несколько розничных точек. В 1999 году компания «Hear Music» была приобретена компанией Starbucks. Спустя три года, в 2002 году, компания выпустила оперный альбом Starbucks, представив таких артистов, как Лучано Паваротти. В марте 2007 вышел альбом Пола Маккартни «Memory Almost Full». Таким образом, Маккартни стал первым артистом, выпустившим альбом на лейбле Starbucks. Торжественный выпуск альбома стал значительным «некофейным» событием для Starbucks в первом квартале 2007 года.
В 2006 году дочерняя компания Starbucks Entertainment выступила одним из продюсеров фильма «Испытание Акилы». Розничные магазины интенсивно рекламировали фильм перед его выходом на экран и продажей на DVD.

## Отношения с поставщиками
Starbucks обеспечивает контроль над производственным процессом, поддерживая связь с фермерами для обеспечения сырьём, обжаривая зёрна самостоятельно и обеспечивая доставку во все точки розничной торговли. Дополнительно Starbucks’ Coffee и Farmer Equity Practices требуют от поставщиков информировать Starbucks о том, какая доля оптовых цен достаётся фермерам.